# Enver Kazaz
Enver Kazaz (Kamenica, Ilijaš, 1962.) bosanskohercegovački urednik, kritičar i književni teoretičar. Redovni je profesor na Filozofskom fakultetu Sveučilišta u Sarajevu.
Kazaz je rođen u Kamenici u Ilijašu. Diplomirao je na Filozofskom fakultetu Sveučilišta u Sarajevu gdje predaje hrvatsku književnost. Potpisnik je Deklaracije o zajedničkom jeziku, u kojoj se tvrdi da se u Hrvatskoj, Bosni i Hercegovini, Srbiji i Crnoj Gori govore nacionalne standardne varijante zajedničkog policentričnog standardnog jezika, i o kojoj je govorio na predstavljanju Deklaracije u Sarajevu i u medijima.

## Djela
Kazaz je autor brojnih djela, eseja i članaka te koautor brojnih knjiga.
- Kazaz, Enver. Traži se. Međunarodni centar za mir, Sarajevo, 1996.
- Kazaz, Enver. Musa Ćazim Ćatić - književno naslijeđe i duh moderne. Centar za kulturu i obrazovanje, Tešanj, 1997.
- Kazaz, Enver. Morfologija palimpsesta: poetička preplitanja u bosanskoj književnosti. Centar za kulturu i obrazovanje, Tešanj, 1999.
- Kazaz, Enver. Bošnjački roman XX vijeka. Zoro, Zagreb, 2004. ISBN 9789536296279
- Kazaz, Enver. Neprijatelj ili susjed u kući: (interliterarna bosanskohercegovačka zajednica na prelazu milenija). Rabic, Sarajevo, 2008. ISBN 9789958703973